# Генгевелде
Генгевелде (нід. Hengevelde) — село в нідерландській провінції Оверейсел. Входить до муніципалітету Гоф-ван-Твенте.
Його площа становить 53,98 км², а населення станом на 2021 рік складало 3 410 осіб.
Перша згадка про населений пункт датується 1188 роком.

## Галерея

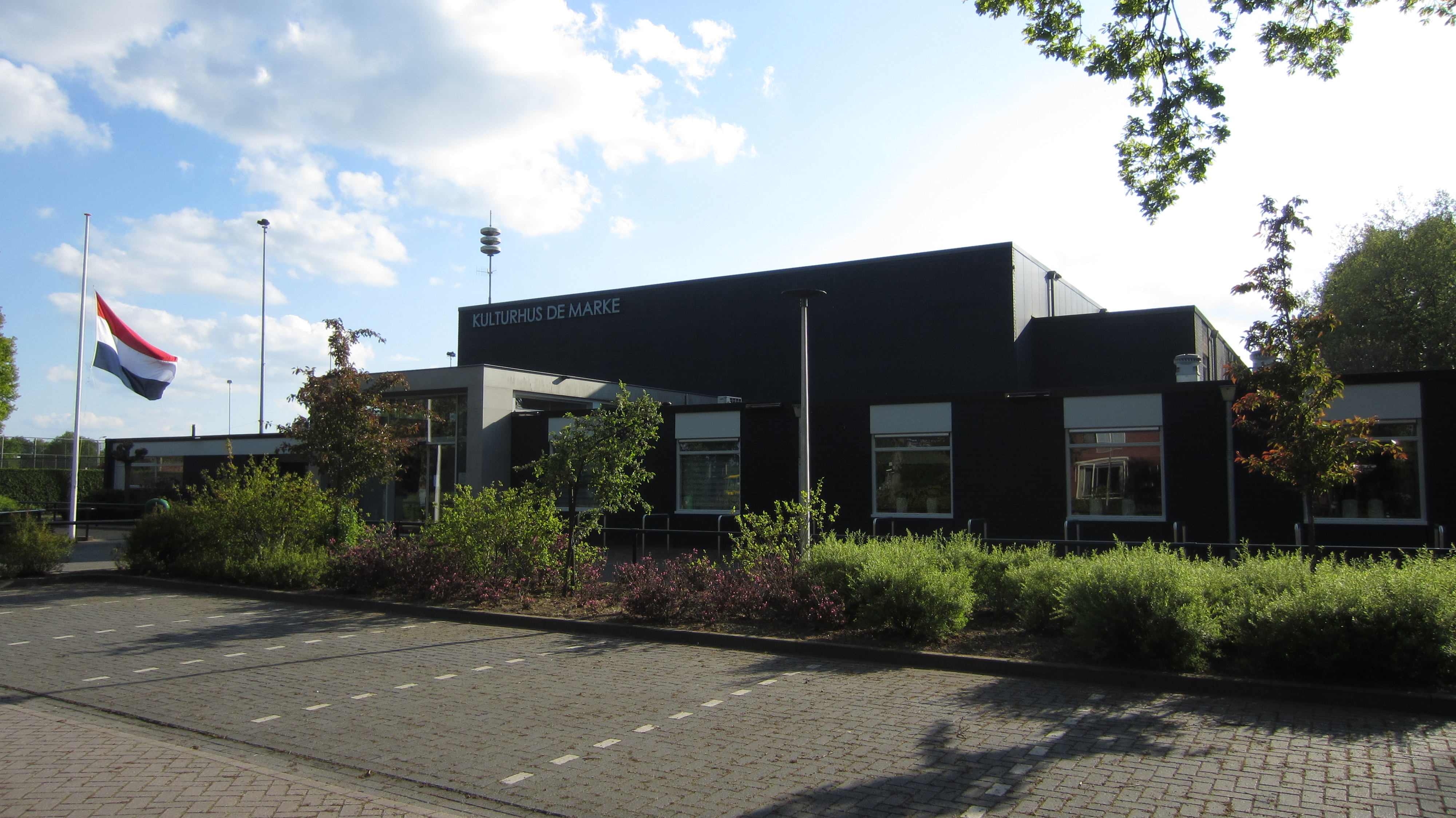
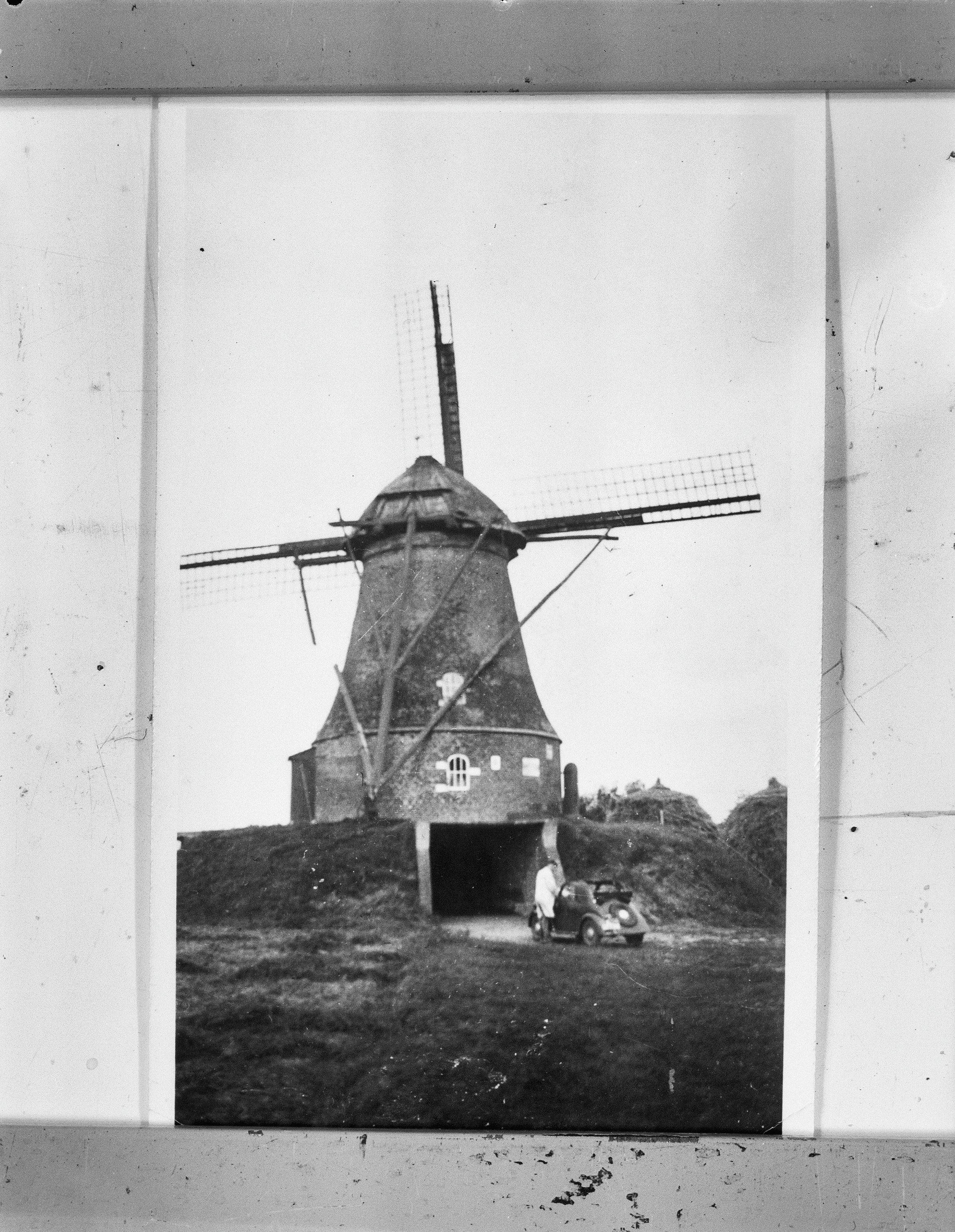
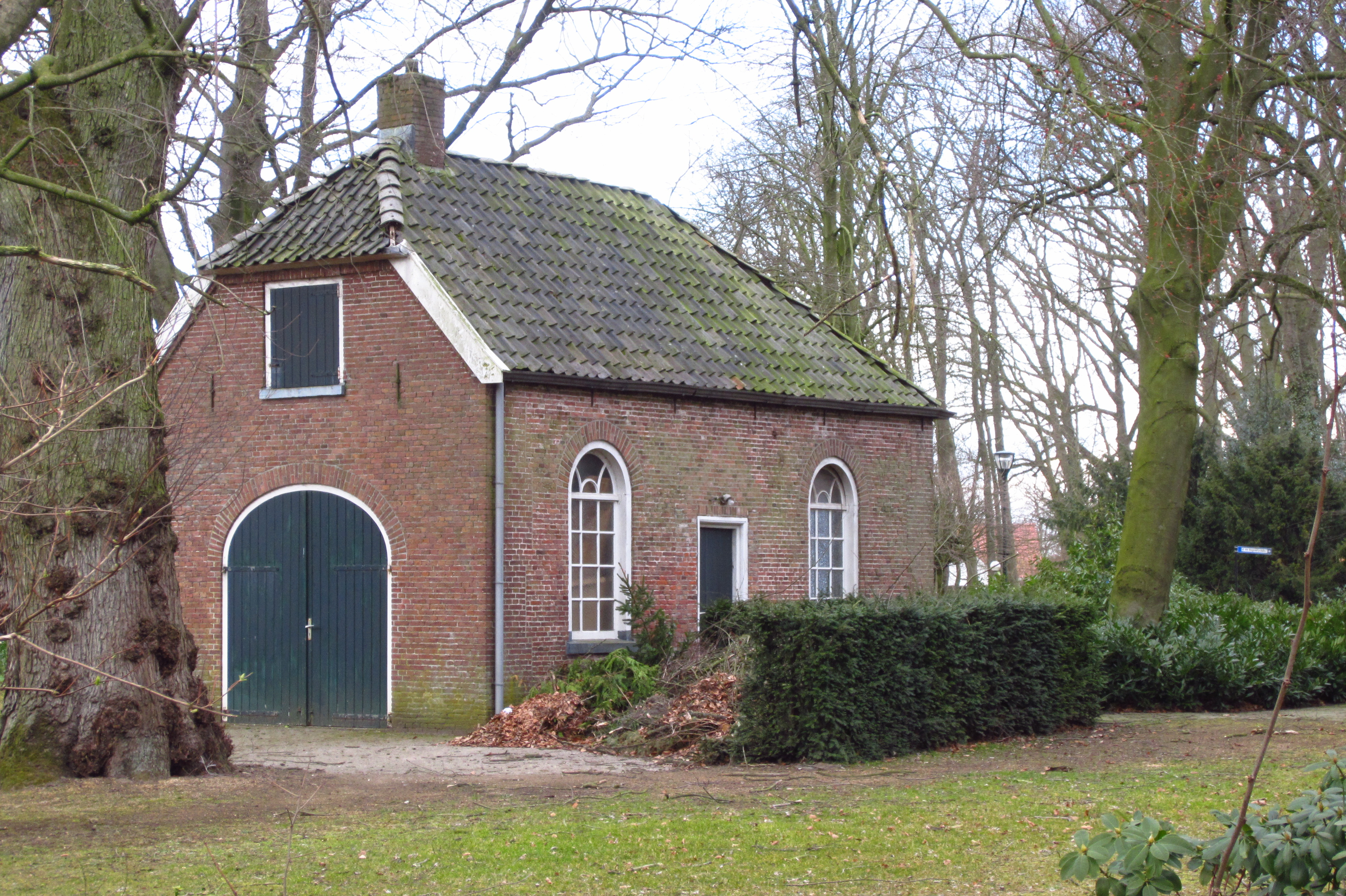
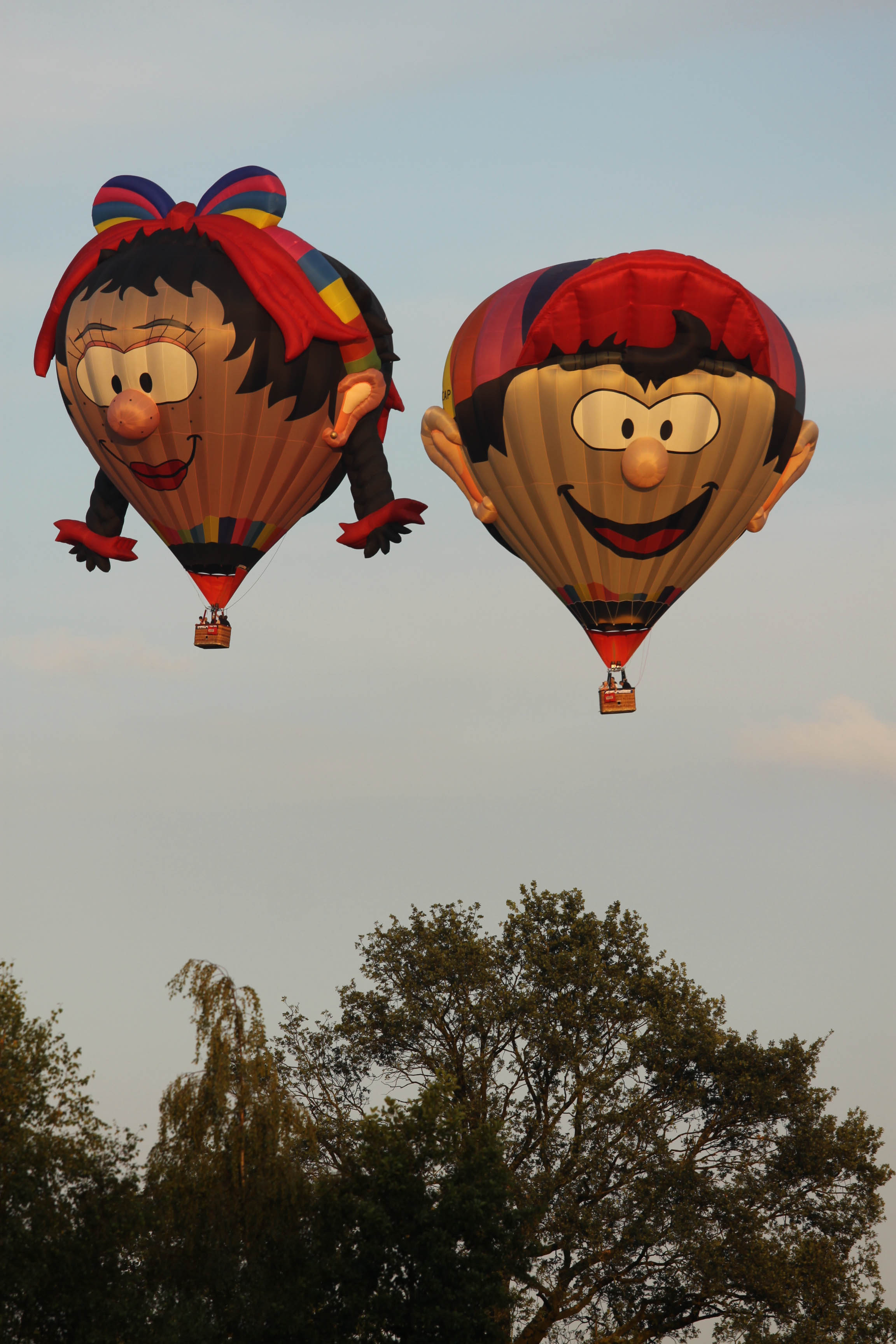